# Sphenophyllostachis
Sphenophyllostachis је род раставића̂ који је представљао значајан део вегетације карбонских шума. На стаблу се се у правилним размацима налазиле розете. Садржавале су по шест листова дужине 2 cm. На једном бочном огранку налазила се стробила или шишарка са спорама. Као и друге биљке тог раздобља нису имале семе, а њихови остаци су формирали богата лежишта угља која се данас експлоатишу. Сврстане су у групу Sphenophyllales.